# Rue Catherine-de-La Rochefoucauld
La rue Catherine-de-La-Rochefoucauld est une voie du 9e arrondissement de Paris, en France.

## Situation et accès
Longue de 440 mètres, orientée nord-sud, elle commence au 52,  rue Saint-Lazare et finit au 52, rue Jean-Baptiste-Pigalle. 
Elle est desservie, côté rue Saint-Lazare, par la ligne 12 aux stations Trinité - d’Estienne d’Orves et Saint-Georges, et, au nord, par les lignes 2 et 12 à la station Pigalle.

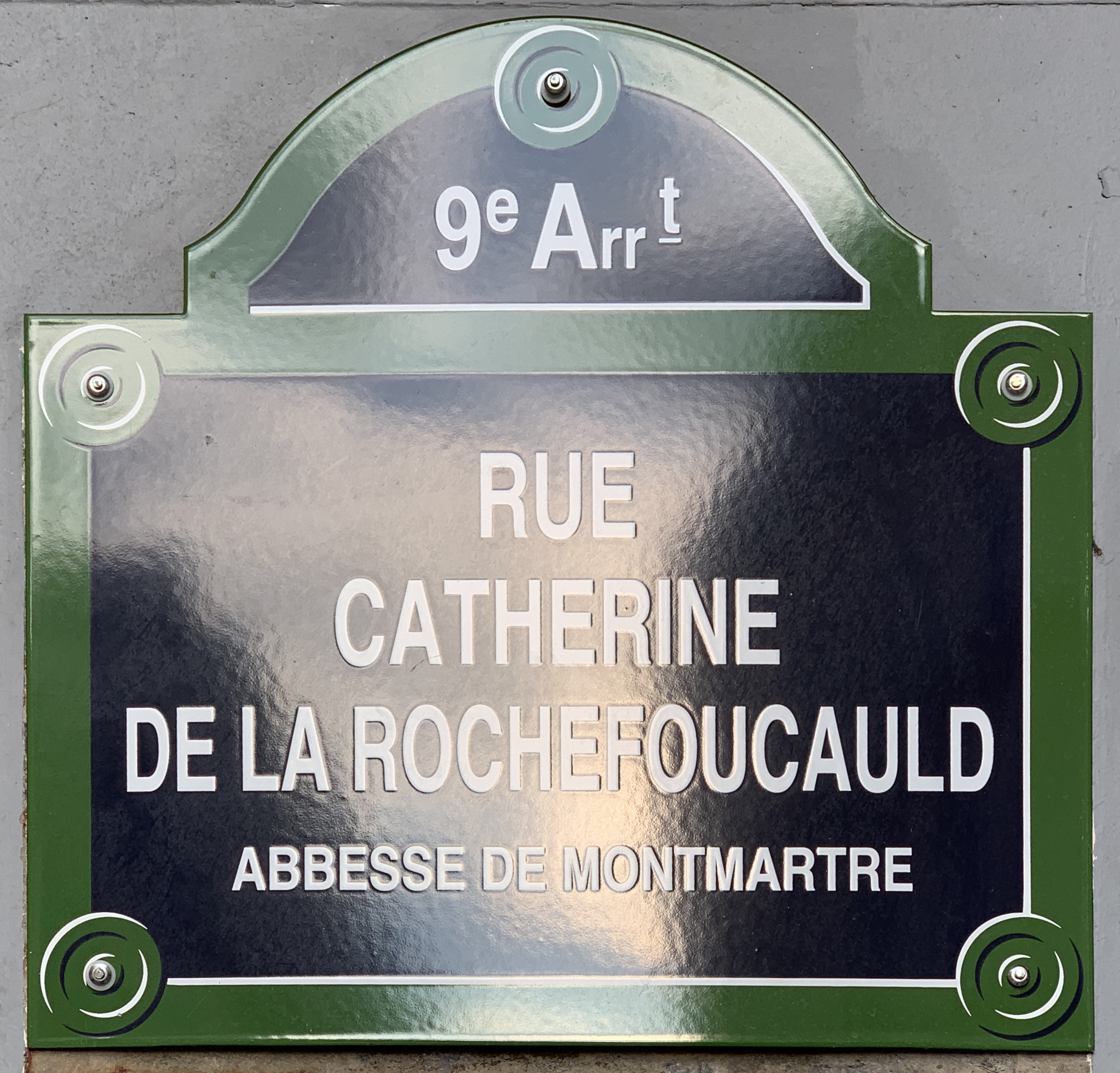

## Origine du nom
Elle porte le nom de Catherine de La Rochefoucauld, ancienne abbesse de l'abbaye de Montmartre de 1737 à 1760, sur les terrains de laquelle elle fut ouverte.

## Historique
La voie, qui existait déjà au XVIIe siècle à l'état de chemin, est présente sur le Plan de Turgot sous le nom de « rue de la Tour-des-Dames ».
En 1790, une portion de cette voie prend le nom de « rue de La Rochefoucauld ».
En 2020, elle prend le nom de rue Catherine de La Rochefoucauld.

## Bâtiments remarquables et lieux de mémoire

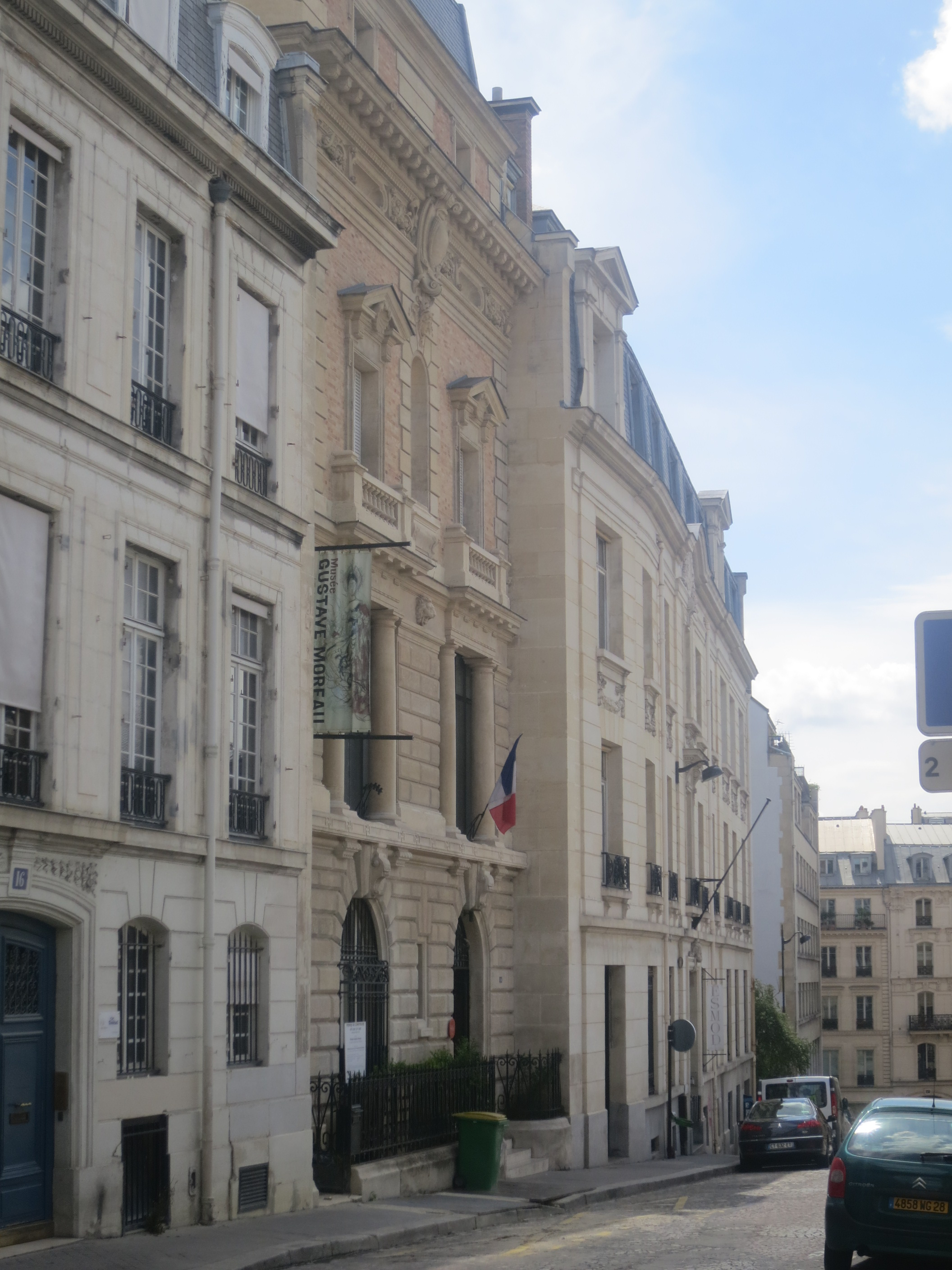
La partie sud de la rue, au niveau du musée Gustave-Moreau.

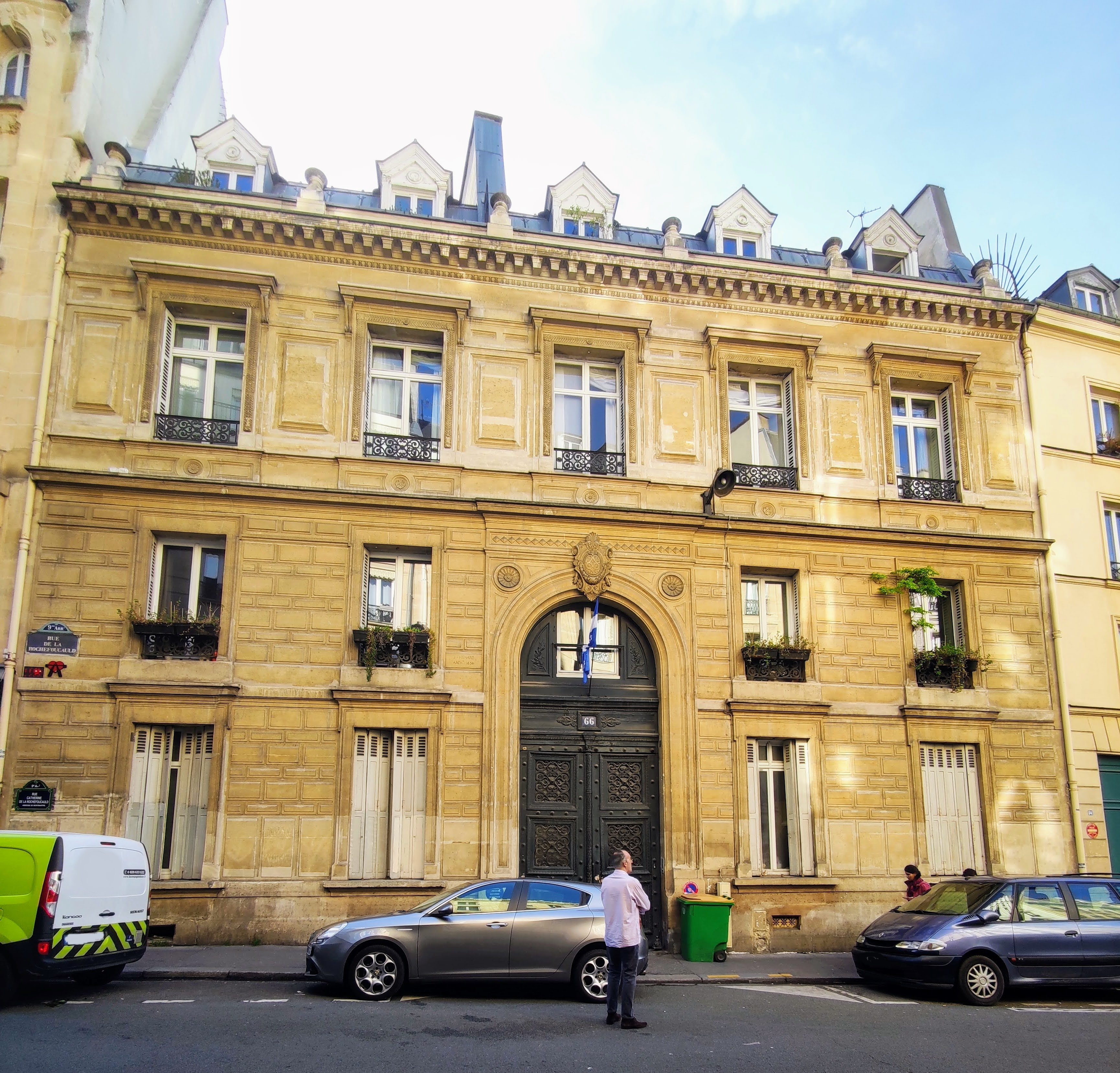
No 66.

- No 6 : hôtel particulier de madame de Sancy, dame d'honneur de l'impératrice Eugénie. Il fut la propriété du marchand d'art Charles Sedelmeyer (1837-1925) qui installa sa galerie au no 4 bis attenant.
- No 7 : hôtel de Mademoiselle Mars, à l'angle du no 1 de la rue de la Tour-des-Dames.
- No 11 : entrée de l'hôtel de Lestapis également à l'angle no 2 de la rue de la Tour-des-Dames.
- No 12 : école supérieure des arts et techniques de la mode (ESMOD).
- No  14 : musée Gustave-Moreau, dans la maison-atelier de l'artiste peintre.
- No 15 : le peintre Henri de Caisne y est mort le 26 octobre 1852[3].
- No 17 : le peintre, dessinateur et sculpteur Charles Gir (1883-1941) et l'actrice Jeanne Fusier-Gir (1885-1973), son épouse, y vécurent[4].
- No 20 : le philosophe et orientaliste français Volney y est mort le 25 avril 1820[3].
- No 22 : un des grands hautboïstes français du XIXe siècle, Henri Brod, vivait à cette adresse en 1839, lorsqu'il décède pendant l'exposition nationale qui se tient à Paris la même année[5].
- No 32 : le compositeur Olivier Métra y est mort le 22 octobre 1889[6].
- No 34 : le peintre François Édouard Picot y est mort le 15 mars 1868.
- No 45 : le comédien Pierre Palau y est né le 13 août 1883.
- No 58 : le photographe Robert Jefferson Bingham y installe en 1857 son nouvel atelier au cœur de la Nouvelle Athènes pour photographier les œuvres d'art[7]. C'est aussi là que vivait, et est morte le 8 avril 1896, la comédienne Anaïs Fargueil[8].
- No 62 : domicile du sculpteur Louis L'Épine, lors de son mariage en 1880[9].
- No 66 : dans la cour, ancien hôtel Rousseau, élevé en 1776 par l'architecte Pierre Rousseau[10], divisé en appartements. Domicile de Victor Hugo à son retour d'exil de 1871 à 1873[11] et de l'animateur Stéphane Bern de 2005 à 2021[12]. La façade sur rue, ancien immeuble administratif de la Ville de paris, porte le nom de l'architecte Antoine-Julien Hénard et la date 1854.